# Zaazierszczyna
Zaazierszczyna (biał. Заазершчына; ros. Заозерщина, Zaozierszczina) – wieś na Białorusi, w obwodzie homelskim, w rejonie oktiabrskim, w sielsowiecie Pratasy.
5,5 km od wsi znajduje się przystanek kolejowy Zaazierszczyna, położony na linii Bobrujsk - Rabkor.